# 다이쇼정
다이쇼정(일본어: 大正町)은 일본 고치현에 있던 정이다.
2006년 3월 20일, 구보카와정, 도와촌과 합병해, 시만토정이 되었다.

## 역사
- 1889년 4월 1일 - 정촌제 시행에 의해 22개 촌을 중심으로 구역을 확장해 히가시가미야마촌이 성립하였다.
- 1914년 1월 1일 - 히가시가미야마촌이 개칭해 다이쇼촌이 되었다.
- 1947년 8월 1일 - 정으로 승격해 다이쇼정이 되었다.
- 2006년 3월 20일 - 도와촌, 다카오카군 구보카와정과 합병해 시만토정이 성립하였다. 동일 다이쇼정은 폐지되었다.

## 참고 문헌
- 角川日本地名大辞典編纂委員会,『角川日本地名大辞典 39 高知県』1983, 角川書店